# Royal Rumble
Royal Rumble è uno degli eventi di wrestling in pay-per-view organizzati annualmente dalla WWE, il quarto più longevo tra quelli proposti e uno dei più importanti, tanto da essere comunemente indicato come uno dei cosiddetti Big Four (insieme a WrestleMania, SummerSlam e Survivor Series).
Il nome dell'evento e la sua notorietà derivano dalla tipologia dell'incontro principale che lo caratterizza, ovvero il Royal rumble match.

## Royal Rumble match

### Regole
Al match partecipano trenta diversi wrestler (venti nell'edizione inaugurale del 1988 e quaranta in quella del 2011), ma all'inizio sul ring ve ne sono soltanto due; i rimanenti ventotto raggiungono il quadrato ad intervalli di tempo predefiniti, solitamente ogni novanta secondi, in base ad un ordine precedentemente sorteggiato.
Un wrestler può essere eliminato solo se finisce fuori dal ring passando sopra la terza corda e toccando terra con entrambi i piedi.

### Formula
Da quando fu istituita la suddivisione dei roster della WWE tra Raw e SmackDown, Royal Rumble divenne uno dei pochi eventi in pay-per-view nel quale si potevano incontrare wrestler di entrambi gli show; tra il 2003 e il 2006 partecipavano quindici atleti ciascuno, mentre tra il 2007 e il 2010, con l'aggiunta di ECW, partecipavano tredici wrestler di Raw, dieci di SmackDown e sette di ECW.
La divisione dei roster implicò inoltre che il vincitore del Royal rumble match avrebbe dovuto lottare a WrestleMania contro il campione mondiale del proprio show; tuttavia nel 2004 venne istituita una nuova regola che permetteva al vincitore della rissa reale di poter scegliere il campione che desiderava affrontare allo Showcase of the Immortals.
Nell'edizione del 1992 e in quella del 2016, la vittoria del Royal rumble match garantì la conquista del titolo mondiale.
Dall'edizione del 2018 è stata istituita una Royal Rumble anche per il roster femminile, con le stesse regole, lo stesso numero di partecipanti e lo stesso premio finale.

## Edizioni
| Edizioni        | Date             | Città            | Vincitore del royal rumble match | Main event                             |
| --------------- | ---------------- | ---------------- | -------------------------------- | -------------------------------------- |
| 1988 (Dettagli) | 24 gennaio 1988  | Hamilton         | Jim Duggan                       | Haku e Tama vs. Jim Powers e Paul Roma |
| 1989 (Dettagli) | 15 gennaio 1989  | Houston          | Big John Studd                   | 30-man royal rumble match              |
| 1990 (Dettagli) | 21 gennaio 1990  | Orlando          | Hulk Hogan                       | 30-man royal rumble match              |
| 1991 (Dettagli) | 19 gennaio 1991  | Miami            | Hulk Hogan                       | 30-man royal rumble match              |
| 1992 (Dettagli) | 19 gennaio 1992  | Albany           | Ric Flair                        | 30-man royal rumble match              |
| 1993 (Dettagli) | 24 gennaio 1993  | Sacramento       | Yokozuna                         | 30-man royal rumble match              |
| 1994 (Dettagli) | 22 gennaio 1994  | Providence       | Bret Hart e Lex Luger            | 30-man royal rumble match              |
| 1995 (Dettagli) | 22 gennaio 1995  | Tampa            | Shawn Michaels                   | 30-man royal rumble match              |
| 1996 (Dettagli) | 21 gennaio 1996  | Fresno           | Shawn Michaels                   | Bret Hart vs. The Undertaker           |
| 1997 (Dettagli) | 19 gennaio 1997  | San Antonio      | Steve Austin                     | Shawn Michaels vs. Sycho Sid           |
| 1998 (Dettagli) | 18 gennaio 1998  | San Jose         | "Stone Cold" Steve Austin        | Shawn Michaels vs. The Undertaker      |
| 1999 (Dettagli) | 24 gennaio 1999  | Anaheim          | Mr. McMahon                      | 30-man royal rumble match              |
| 2000 (Dettagli) | 23 gennaio 2000  | New York         | The Rock                         | 30-man royal rumble match              |
| 2001 (Dettagli) | 21 gennaio 2001  | New Orleans      | "Stone Cold" Steve Austin        | 30-man royal rumble match              |
| 2002 (Dettagli) | 20 gennaio 2002  | Atlanta          | Triple H                         | 30-man royal rumble match              |
| 2003 (Dettagli) | 19 gennaio 2003  | Boston           | Brock Lesnar                     | 30-man royal rumble match              |
| 2004 (Dettagli) | 25 gennaio 2004  | Philadelphia     | Chris Benoit                     | 30-man royal rumble match              |
| 2005 (Dettagli) | 30 gennaio 2005  | Fresno           | Batista                          | 30-man royal rumble match              |
| 2006 (Dettagli) | 29 gennaio 2006  | Miami            | Rey Mysterio                     | Kurt Angle vs. Mark Henry              |
| 2007 (Dettagli) | 28 gennaio 2007  | San Antonio      | The Undertaker                   | 30-man Royal Rumble match              |
| 2008 (Dettagli) | 27 gennaio 2008  | New York         | John Cena                        | 30-man royal rumble match              |
| 2009 (Dettagli) | 25 gennaio 2009  | Detroit          | Randy Orton                      | 30-man royal rumble match              |
| 2010 (Dettagli) | 31 gennaio 2010  | Atlanta          | Edge                             | 30-man royal rumble match              |
| 2011 (Dettagli) | 30 gennaio 2011  | Boston           | Alberto Del Rio                  | 40-man royal rumble match              |
| 2011 (Dettagli) | 29 gennaio 2012  | Saint Louis      | Sheamus                          | 30-man royal rumble match              |
| 2013 (Dettagli) | 27 gennaio 2013  | Phoenix          | John Cena                        | CM Punk vs. The Rock                   |
| 2014 (Dettagli) | 26 gennaio 2014  | Pittsburgh       | Batista                          | 30-man royal rumble match              |
| 2015 (Dettagli) | 25 gennaio 2015  | Philadelphia     | Roman Reigns                     | 30-man royal rumble match              |
| 2016 (Dettagli) | 24 gennaio 2016  | Orlando          | Triple H                         | 30-man royal rumble match              |
| 2017 (Dettagli) | 29 gennaio 2017  | San Antonio      | Randy Orton                      | 30-man royal rumble match              |
| 2018 (Dettagli) | 28 gennaio 2018  | Philadelphia     | Shinsuke Nakamura Asuka          | 30-woman royal rumble match            |
| 2019 (Dettagli) | 27 gennaio 2019  | Phoenix          | Seth Rollins Becky Lynch         | 30-man royal rumble match              |
| 2020 (Dettagli) | 26 gennaio 2020  | Houston          | Drew McIntyre Charlotte Flair    | 30-man royal rumble match              |
| 2021 (Dettagli) | 31 gennaio 2021  | Saint Petersburg | Edge Bianca Belair               | 30-man royal rumble match              |
| 2022 (Dettagli) | 29 gennaio 2022  | Saint Louis      | Brock Lesnar Ronda Rousey        | 30-man royal rumble match              |
| 2023 (Dettagli) | 28 gennaio 2023  | San Antonio      | Cody Rhodes Rhea Ripley          | Roman Reigns vs. Kevin Owens           |
| 2024 (Dettagli) | 27 gennaio 2024  | Saint Petersburg | Cody Rhodes Bayley               | 30-man royal rumble match              |
| 2025 (Dettagli) | 1° febbraio 2025 | Indianapolis     | Jey Uso Charlotte Flair          | 30-man royal rumble match              |